# Masarur, Hosanagara
Masarur là một làng thuộc tehsil Hosanagara, huyện Shimoga, bang Karnataka, Ấn Độ.